# Citroën Axel
Citroën Axel var en tredörrars småbil, som presenterades 1985. Modellen började utvecklas av Citroën under namnet Voiture Diminuée (VD) i början av 1970-talet som den modell som senare skulle bli Visa, men efter samgåendet med Peugeot 1976 valdes en bottenplatta från Peugeot 104. I och med detta såldes VD-konstruktionen till det rumänska företaget Oltcit som började tillverka modellen Axel på licens 1978. 
Motoralternativen i Axel var den 2-cylindriga boxermotorn från Citroën 2CV eller den 4-cylindriga från Citroën GS. Båda monterades i bilens längdriktning. 
Citroën själva saknade en småbil i segmentet under Visa och därför fick Oltcit ironiskt nog tillverka en version med Citroënemblem mellan 1985 och 1990, om än i en relativt liten upplaga. Dessa bilar levererades som betalning för oreglerade skulder som Olcit hade till Citroën. I Sverige marknadsfördes aldrig modellen, även om några exemplar ändå har letat sig hit. Oltcit tillverkade sin variant fram till 1996, då man blev uppköpt av koreanska Daewoo.